# Beilschmiedia penangiana
Beilschmiedia penangiana är en lagerväxtart som beskrevs av James Sykes Gamble. Beilschmiedia penangiana ingår i släktet Beilschmiedia och familjen lagerväxter. Inga underarter finns listade i Catalogue of Life.